# Angel Has Fallen
Angel Has Fallen is een Amerikaanse actiefilm uit 2019, geregisseerd door Ric Roman Waugh. Het is derde film uit de Fallen-filmserie en het vervolg op Olympus Has Fallen uit 2013 en London Has Fallen uit 2016. Gerard Butler en Morgan Freeman spelen de hoofdrollen.

## Verhaal
Als Mike Banning door zijn collega's en de FBI wordt beschuldigd van een poging tot moord op de president, moet hij die zien te ontwijken terwijl hij de ware daders probeert te ontmaskeren.

## Rolverdeling
| Acteur             | Personage                                                                                                   |
| ------------------ | --- |
| Gerard Butler      | United States Secret Service agent Mike Banning                                                             |
| Morgan Freeman     | President Allan Trumbull                                                                                    |
| Danny Huston       | Wade Jennings, Mikes voormalige Ranger-teamgenoot en de leider van Salient Global                           |
| Michael Landers    | Stafchef van het Witte Huis Sam Wilcox                                                                      |
| Tim Blake Nelson   | Vicepresident Martin Kirby                                                                                  |
| Nick Nolte         | Clay Banning, een Ranger / veteraan en vervreemde vader van Mike die hem op jonge leeftijd in de steek liet |
| Piper Perabo       | Leah Banning, de echtgenote van Mike                                                                        |
| Jada Pinkett Smith | FBI-agent Helen Thompson                                                                                    |
| Lance Reddick      | Geheime dienst directeur David Gentry                                                                       |
| Mark Arnold        | CIA-directeur James Haskell                                                                                 |
| Chris Browning     | Militia Man                                                                                                 |
| Frederick Schmidt  | Travis Cole, hoofd-beveiliging van Salient Global en de rechterhand van Jennings                            |
| Joseph Millson     | FBI-agent Ramirez                                                                                           |
| Ori Pfeffer        | Agent Murphy                                                                                                |